# Gerente de familia
Gerente de familia é uma telenovela argentina produzida pela Pol-ka Producciones e exibida pelo Canal 13 em 1993.

## Elenco
- Arnaldo André - Juan
- Andrea Bonelli - Lucia
- José Luis Cardozo - Tomás
- Susana Lanteri - Gloria
- Alejandra Majluf - Victoria
- Pompeyo Audivert - Plácido
- Patricia Etchegoyen - Nora
- Exequiel Rodríguez - Lucas
- Jorge Sassi - Bernardo